# NRP Sines (P362)
O NRP Sines (P362) é um navio-patrulha oceânico da classe Viana do Castelo da Marinha Portuguesa resultante do projeto NPO 2000.
O projecto de construção, que incluia a construção do NRP Setúbal, foi realizada pelos estaleiros navais West Sea em Viana do Castelo, e teve um custo de 60 milhões de euros.
O navio-patrulha tem como madrinha Fernanda Gonçalves Tadeu, esposa do primeiro-ministro de Portugal António Costa.

## Cronologia
- A fevereiro de 2016 deu-se início o processo de construção do NRP Sines, com o corte das primeiras peças.[4]

- A 20 de março de 2017, o presidente da comissão parlamentar de Defesa Nacional, Marco António Costa, afirmou que a conclusão da construção do NRP Sines estava prevista para meados de 2018.[5]

- A 3 de maio de 2017 a Marinha Portuguesa lançou à água o NRP Sines.[6][7][8]

- A 1 de junho de 2018 o navio concluiu as provas de mar com sucesso.[9]

- A 6 de julho de 2018 o NRP Sines foi aumentado ao efectivo da Marinha Portuguesa.[10]

- A 20 de julho de 2018 realizou-se a cerimónia de baptismo do NRP Sines nos estaleiros da West Sea em Viana do Castelo.[3]